# Shavkat Mirziyoyev
Shavkat Miromonovich Mirziyoyev (tiếng Uzbek: Shavkat Miromonovich Mirziyoyev, tiếng Nga: Шавкат Миромонович Мирзиёев; sinh ngày 24 tháng 7 năm 1957) là chính trị gia Uzbekistan, được bầu làm tổng thống Uzbekistan từ ngày 14 tháng 12 năm 2016, thay cho ông Islam Karimov đột ngột qua đời khi đang tại chức. Trước đó, ông từng giữ chức Thủ tướng Uzbekistan từ năm 2003 đến năm 2016. Trước đây, ông là thống đốc (Hakim) của tỉnh Jizzakh từ năm 1996 đến tháng 9 năm 2001. Sau đó, ông là thống đốc của tỉnh Samarqand từ tháng 9 năm 2001 cho đến khi ông được bổ nhiệm làm Thủ tướng vào năm 2003
Ông được Quốc hội bầu làm tổng thống từ ngày 14 tháng 12 năm 2016, kế nhiệm Tổng thống Islam Karimov đã qua đời khi đang tại nhiệm.
Tháng 10 năm 2021, Shavkat Mirziyoyev tái đắc cử Tổng thống Uzbekistan.